# Val-Morin
Pour les articles homonymes, voir Morin.
Val-Morin est une municipalité du Québec située dans la municipalité régionale de comté des Laurentides, dans la région administrative des Laurentides. 

## Toponymie
Elle est nommée en l'honneur d'Augustin-Norbert Morin.

## Histoire
La zone géographique maintenant appelée Val-Morin a probablement été habitée par des peuples des Premières nations soit Montagnais et Naskapis, Algonquins ou Cris avant la colonisation européenne.
En 1852, le canton Morin a été formé. Il a été nommé d'après son fondateur et politicien du XIXe siècle Augustin-Norbert Morin (1803-1865) qui avait déjà une immense ferme de plus de 3 kilomètres carrés (1,2 mile carré) sur les rives de la rivière du Nord, construite autour de 1850-1860 et comprenant une maison, une scierie et un moulin à farine. Morin a été parmi les premiers résidents et a aidé de nombreux colons à s'installer ici. En 1887, le bureau de poste de Val-Morin a ouvert et en 1922, la Municipalité de Val-Morin a été créée.
Initialement des agriculteurs, les résidents de Val-Morin se sont tournés vers le développement des stations de ski alpin et des activités de plein air dans la période récente.

## Géographie
Val-Morin est situé dans les montagnes des Laurentides, le long de la rivière du Nord et sur les rives du lac Raymond à une altitude de 309 mètres (1014 pieds), à environ 15 kilomètres (9.3 miles) au sud-est de Sainte-Agathe-des-Monts. Son territoire comprend de nombreux lacs tels que La Salle, Lavallée, Bélair, à l'est et Beauvais, Normand et Valiquette à l'ouest. La rivière aux Mulets traverse la pointe sud de la municipalité d'ouest en est.

## Démographie
| 1991  | 1996  | 2001  | 2006  | 2011  | 2016  | 2021  |
| ----- | ----- | ----- | ----- | ----- | ----- | ----- |
| 1 366 | 2 043 | 2 216 | 2 756 | 2 772 | 2 870 | 3 040 |

Logements privés occupés par des résidents permanents: 1298 (nombre total de logements : 1963)

### Langues
Langue maternelle :
- Le français comme première langue : 91,1 %
- L'anglais comme première langue : 6,5 %
- Anglais et français comme première langue : 0,4 %
- Autres langues comme première langue : 2,0 %

## Administration
Les élections municipales se font en bloc pour le maire et les six conseillers.
| Val-Morin Maires depuis 2001                                                                                         |                  |                 |          |
| Élection | Maire            | Qualité         | Résultat |
| 2001 | Diane Demers     |                 | Voir     |
| 2005 | Jacques Brien    |                 | Voir     |
| 2009 | Jacques Brien    | Voir            |          |
| oct. 2011 | Michel Doyon     | Maire suppléant | Voir     |
| déc. 2011 | Serge St-Hilaire |                 | Voir     |
| 2013 | Guy Drouin       |                 | Voir     |
| 2017 | Benoît Perreault |                 | Voir     |
| déc. 2020 | Donna Salvati    | Conseillère     | Voir     |
| 2021 | Donna Salvati    | Conseillère     | Voir     |
| Élection partielle en italique Depuis 2005, les élections sont simultanées dans toutes les municipalités québécoises |                  |                 |          |

## Éducation
L'école anglophone Académie Sainte-Agathe à Sainte-Agathe-des-Monts, gérée par la Commission scolaire Sir Wilfrid Laurier, dessert la ville (primaire et secondaire)